# Greg K.
Gregory David Kriesel (Glendale, Califòrnia, Estats Units, 20 de gener de 1965), és un músic estatunidenc conegut amb el nom artístic Greg K. per ser el baix de la banda californiana The Offspring.

## Biografia
Greg K. es va graduar en l'institut Pacifica High School l'any 1983. Es va casar amb Jane Kriesel l'any 1998 i han tingut quatre fills: Michael, Matthew, Nolan i Nathan. Actualment viuen a Huntington Beach (Califòrnia).
És un dels membres fundadors de The Offspring junt amb Dexter Holland, de fet ja va formar part de la banda d'àmbit local que van formar anteriorment anomenada "Manic Subsidal" l'any 1984. Amb Holland es van conèixer a l'institut de Pacifica High School, amb el qual també feien atletisme.

## Discografia
- The Offspring (1989)
- Ignition (1992)
- Smash (1994)
- Ixnay on the Hombre (1997)
- Americana (1998)
- Conspiracy of One (2000)
- Splinter (2003)
- Rise and Fall, Rage and Grace (2008)
- Days Go By (2012)